# ケルン-アーヘン高速線
ケルン-アーヘン高速線(ケルン-アーヘンこうそくせん、ドイツ語: Schnellfahrstrecke Köln–Aachen)はヨーロッパ横断交通網計画(Trans-European transport networks project)のパリ-ブリュッセル-ケルン高速線を構成する高速鉄道路線の一部である。しかし、ケルン・アーヘン間は新しく建設された高速新線ではなく、既存の在来線を大幅に改良した区間でABS(Ausbaustrecke) 再造路線である。タリスやICEなどの高速列車が走行する。1841年にライニッシュ鉄道"Rheinische Eisenbahn"として開業した区間である。

## 路線概要
路線延長は70kmあり、ケルン中央駅からSバーンも走るデューレン駅までの40kmは複々線化された。既存の在来線を高速列車用に改良し並行してSバーンや速度の遅い列車用に新しく複線(一部単線)の軌道が敷かれた。2003年12月にデュエレン駅までの区間が開業しABSとしては初の250km/h運転が開始された。
デューレン駅からアーヘン中央駅までの区間は一部で最高200km/h、他は160km/hで速度の遅い区間も混在するが、近い将来高速化の計画がある。アーヘン・ベルギー国境の区間での障害はブシュトンネルである。このトンネルは1838年にまでさかのぼる。電化された時、トンネル内の利用できる場所が単線のみで、最高速度も40km/hと、とても貧弱な状態であった。現在、並行して単線の新しいトンネルが建設中である。新ブッシュトンネルが開通すると、現在のブッシュトンネルは改良のため一時閉鎖される。改良工事が終われば両方のトンネルで160km/hの運転が可能となる。この路線はその後、ベルギーの高速鉄道路線であるHSL 3に接続しブリュッセル方面に続いていく。
基盤整備のために、2010年までに当路線には9億5170万ユーロが投資される。2005年までにはトンネル建設を含め、7億6980万ユーロが費やされた。